# Ralph Boschung
Ralph Boschung (Monthey, Suiza; 23 de septiembre de 1997) es un expiloto de automovilismo suizo. En GP3 Series logró una victoria, dos podios y una vuelta rápida durante dos temporadas. Desde 2017 hasta 2023 compitió en el Campeonato de Fórmula 2 de la FIA, donde corrió con la escudería española Campos Racing desde 2020, logrando su primera victoria en la ronda de Sakhir de 2023 y seis podios.

## Carrera

### GP3 Series
En 2015, Boschung debutó en GP3 Series con Jenzer Motorsport. Logró un podio en la segunda carrera de Silverstone y finalizó décimo primero en el campeonato.
Boschung volvió a participar en la temporada 2016 con la escudería Koiranen GP, consiguió una victoria en la segunda carrera del Red Bull Ring. Fue reemplazado por Niko Kari a falta de dos rondas. Boschung volvió a finalizar en decimoprimer lugar en el campeonato de pilotos.

### Campeonato de Fórmula 2 de la FIA
Debutó en Fórmula 2 en la temporada 2017 con la escudería Campos Racing. Tras no conseguir muchos puntos, fue reemplazado en la última ronda por el piloto británico Lando Norris.
Para la temporada 2018, Boschung participó con el equipo MP Motorsport. Nuevamente, al no conseguir buenos resultados, Boschung fue reemplazado en las últimas dos rondas por el piloto finlandés Niko Kari. Finalmente el piloto suizo terminó en el décimo octavo lugar del campeonato de pilotos.
En 2019, fue confirmado que sería piloto de Trident en la temporada 2019, teniendo de compañero al francés Giuliano Alesi. El piloto suizo terminó solamente en dos oportunidades dentro de la zona de puntuación, sumando un total de 3 puntos, antes abandonar la categoría siendo reemplazado por Ryan Tveter.
Tras tomarse un año sabático, Boschung regresará a Campos Racing para la temporada 2021. Previo a su regreso, sustituirá a Jack Aitken en el mismo equipo en la última ronda de 2020.

## Resumen de carrera
| Temporada | Categoría                         | Equipo              | Carreras | Victorias | Poles | VR | Podios | Puntos | Pos. |
| --------- | --------------------------------- | ------------------- | -------- | --------- | ----- | -- | ------ | ------ | ---- |
| 2012      | Fórmula BMW                       | —                   | 3        | 4         | 2     | 3  | 1      | 37     | 4.º  |
| 2013      | ADAC Fórmula Masters              | Team KUG Motorsport | 24       | 1         | 0     | 4  | 6      | 122    | 7.º  |
| 2014      | ADAC Fórmula Masters              | Lotus               | 24       | 0         | 0     | 6  | 8      | 160    | 7.º  |
| 2015      | GP3 Series                        | Jenzer Motorsport   | 18       | 0         | 0     | 0  | 1      | 28     | 11.º |
| 2016      | GP3 Series                        | Koiranen GP         | 12       | 1         | 0     | 1  | 1      | 48     | 11.º |
| 2017      | Campeonato de Fórmula 2 de la FIA | Campos Racing       | 20       | 0         | 0     | 0  | 0      | 11     | 19.º |
| 2018      | Campeonato de Fórmula 2 de la FIA | MP Motorsport       | 20       | 0         | 0     | 0  | 0      | 17     | 18.º |
| 2019      | Campeonato de Fórmula 2 de la FIA | Trident             | 16       | 0         | 0     | 0  | 0      | 3      | 19.º |
| 2020      | Campeonato de Fórmula 2 de la FIA | Campos Racing       | 2        | 0         | 0     | 0  | 0      | 0      | 25.º |
| 2021      | Campeonato de Fórmula 2 de la FIA | Campos Racing       | 23       | 0         | 0     | 0  | 2      | 59.5   | 10.º |
| 2022      | Campeonato de Fórmula 2 de la FIA | Campos Racing       | 16       | 0         | 0     | 0  | 2      | 40     | 15.º |
| 2023      | Campeonato de Fórmula 2 de la FIA | Campos Racing       | 25       | 1         | 0     | 0  | 2      | 37     | 16.º |
| Fuente:   |                                   |                     |          |           |       |    |        |        |      |

## Resultados

### GP3 Series
(Clave) (negrita indica pole position) (cursiva indica vuelta rápida puntuable)

| Año  | Escudería         | 1   | 1   | 2   | 2   | 3   | 3   | 4   | 4   | 5   | 5   | 6   | 6   | 7   | 7   | 8   | 8   | 9   | 9   | Pos. | Puntos | Ref.   |
| ---- | ----------------- | --- | --- | --- | --- | --- | --- | --- | --- | --- | --- | --- | --- | --- | --- | --- | --- | --- | --- | ---- | ------ | ------ |
| 2015 | Jenzer Motorsport | BAR | BAR | SPI | SPI | SIL | SIL | BUD | BUD | SPA | SPA | MNZ | MNZ | SOC | SOC | SAK | SAK | YMC | YMC | 11.º | 28     | [ 12 ] |
| 2015 | Jenzer Motorsport | Ret | 14  | 8   | 8   | 8   | 3   | 13  | 8   | 9   | 8   | 9   | 7   | 11  | DNS | 10  | 9   | 12  | 11  | 11.º | 28     | [ 12 ] |
| 2016 | Koiranen GP       | BAR | BAR | SPI | SPI | SIL | SIL | BUD | BUD | HOC | HOC | SPA | SPA | MNZ | MNZ | KUA | KUA | YMC | YMC | 11.º | 48     | [ 13 ] |
| 2016 | Koiranen GP       | 10  | 10  | 4   | 1   | 6   | 12  | 5   | 22  | 15  | Ret |     |     | 18  | 9   |     |     |     |     | 11.º | 48     | [ 13 ] |

### Campeonato de Fórmula 2 de la FIA
(Clave) (negrita indica pole position) (cursiva indica vuelta rápida puntuable)

| Año  | Escudería     | 1    | 1    | 2    | 2    | 3   | 3   | 4    | 4    | 5    | 5    | 6   | 6   | 7   | 7   | 8   | 8   | 9   | 9   | 10  | 10  | 11   | 11   | 12   | 12   | Pos. | Puntos | Ref.   |
| ---- | ------------- | ---- | ---- | ---- | ---- | --- | --- | ---- | ---- | ---- | ---- | --- | --- | --- | --- | --- | --- | --- | --- | --- | --- | ---- | ---- | ---- | ---- | ---- | ------ | ------ |
| 2017 | Campos Racing | SAK  | SAK  | BAR  | BAR  | MON | MON | BAK  | BAK  | SPI  | SPI  | SIL | SIL | BUD | BUD | SPA | SPA | MNZ | MNZ | JER | JER | YMC  | YMC  |      |      | 19.º | 11     | [ 14 ] |
| 2017 | Campos Racing | 12   | Ret  | 12   | 17   | 12  | Ret | 8    | 8    | 7    | Ret  | 11  | Ret | 11  | 16  | 13  | 13  | 15  | 13  | Ret | 19† |      |      |      |      | 19.º | 11     | [ 14 ] |
| 2018 | MP Motorsport | SAK  | SAK  | BAK  | BAK  | BAR | BAR | MON  | MON  | LEC  | LEC  | SPI | SPI | SIL | SIL | BUD | BUD | SPA | SPA | MNZ | MNZ | SOC  | SOC  | YMC  | YMC  | 18.º | 17     | [ 15 ] |
| 2018 | MP Motorsport | 10   | 7    | 7    | 8    | Ret | Ret | Ret  | Ret  | Ret  | 16   | Ret | 15  | 9   | 8   | 18  | Ret | Ret | 12  | 8   | Ret |      |      |      |      | 18.º | 17     | [ 15 ] |
| 2019 | Trident       | SAK  | SAK  | BAK  | BAK  | BAR | BAR | MON  | MON  | LEC  | LEC  | SPI | SPI | SIL | SIL | BUD | BUD | SPA | SPA | MNZ | MNZ | SOC  | SOC  | YMC  | YMC  | 19.º | 3      | [ 16 ] |
| 2019 | Trident       | 11   | 14   | 12   | Ret  | 10  | 10  | 9    | Ret  | Ret  | 15   |     |     |     |     | 18† | 18  | C   | C   |     |     | 14   | 12   |      |      | 19.º | 3      | [ 16 ] |
| 2020 | Campos Racing | SPI1 | SPI1 | SPI2 | SPI2 | BUD | BUD | SIL1 | SIL1 | SIL2 | SIL2 | BAR | BAR | SPA | SPA | MNZ | MNZ | MUG | MUG | SOC | SOC | SAK1 | SAK1 | SAK2 | SAK2 | 25.º | 0      | [ 17 ] |
| 2020 | Campos Racing |      |      |      |      |     |     |      |      |      |      |     |     |     |     |     |     |     |     |     |     |      |      | 14   | Ret  | 25.º | 0      | [ 17 ] |

| Año  | Escudería     | 1   | 1   | 1   | 2   | 2   | 2   | 3   | 3   | 3   | 4   | 4   | 4   | 5   | 5   | 5   | 6   | 6   | 6   | 7   | 7   | 7   | 8   | 8   | 8   | Pos. | Puntos | Ref.   |
| ---- | ------------- | --- | --- | --- | --- | --- | --- | --- | --- | --- | --- | --- | --- | --- | --- | --- | --- | --- | --- | --- | --- | --- | --- | --- | --- | ---- | ------ | ------ |
| 2021 | Campos Racing | SAK | SAK | SAK | MON | MON | MON | BAK | BAK | BAK | SIL | SIL | SIL | MNZ | MNZ | MNZ | SOC | SOC | SOC | YED | YED | YED | YMC | YMC | YMC | 10.º | 59.5   | [ 18 ] |
| 2021 | Campos Racing | Ret | 17  | 15  | 4   | 5   | 6   | 6   | Ret | 5   | 14  | Ret | 14  | 14  | 9   | 14  | 6   | C   | 19† | 15  | 9   | 3   | 9   | 3   | 9   | 10.º | 59.5   | [ 18 ] |

| Año  | Escudería     | 1   | 1   | 2   | 2   | 3   | 3   | 4   | 4   | 5   | 5   | 6   | 6   | 7   | 7   | 8   | 8   | 9   | 9   | 10  | 10  | 11  | 11  | 12  | 12  | 13  | 13  | 14  | 14  | Pos. | Puntos | Ref.   |
| ---- | ------------- | --- | --- | --- | --- | --- | --- | --- | --- | --- | --- | --- | --- | --- | --- | --- | --- | --- | --- | --- | --- | --- | --- | --- | --- | --- | --- | --- | --- | ---- | ------ | ------ |
| 2022 | Campos Racing | SAK | SAK | YED | YED | IMO | IMO | BAR | BAR | MON | MON | BAK | BAK | SIL | SIL | SPI | SPI | LEC | LEC | BUD | BUD | SPA | SPA | ZAN | ZAN | MNZ | MNZ | YMC | YMC | 15.º | 40     | [ 19 ] |
| 2022 | Campos Racing | 4   | 4   | 15  | 15  | Ret | 3   | WD  | WD  | WD  | WD  | 15† | 9   | WD  | WD  |     |     |     |     |     |     | 3   | 14  | 17  | 17  | Ret | Ret | 17  | Ret | 15.º | 40     | [ 19 ] |
| 2023 | Campos Racing | SAK | SAK | YED | YED | MEL | MEL | BAK | BAK | MON | MON | BAR | BAR | SPI | SPI | SIL | SIL | BUD | BUD | SPA | SPA | ZAN | ZAN | MNZ | MNZ | YMC | YMC |     |     | 16.º | 37     | [ 20 ] |
| 2023 | Campos Racing | 1   | 2   | 4   | 19  | DNS | 16  | Ret | 20  | Ret | Ret | 16  | 15  | 17  | 14  | 20  | Ret | Ret | 19  | 8   | 10  | Ret | 16  | 19  | 9   | 18  | 15  |     |     | 16.º | 37     | [ 20 ] |